# Edgelake
Edgelake, ou Little Woods, est un quartier de La Nouvelle-Orléans Est, situé en bordure du lac Pontchartrain, aux États-Unis.

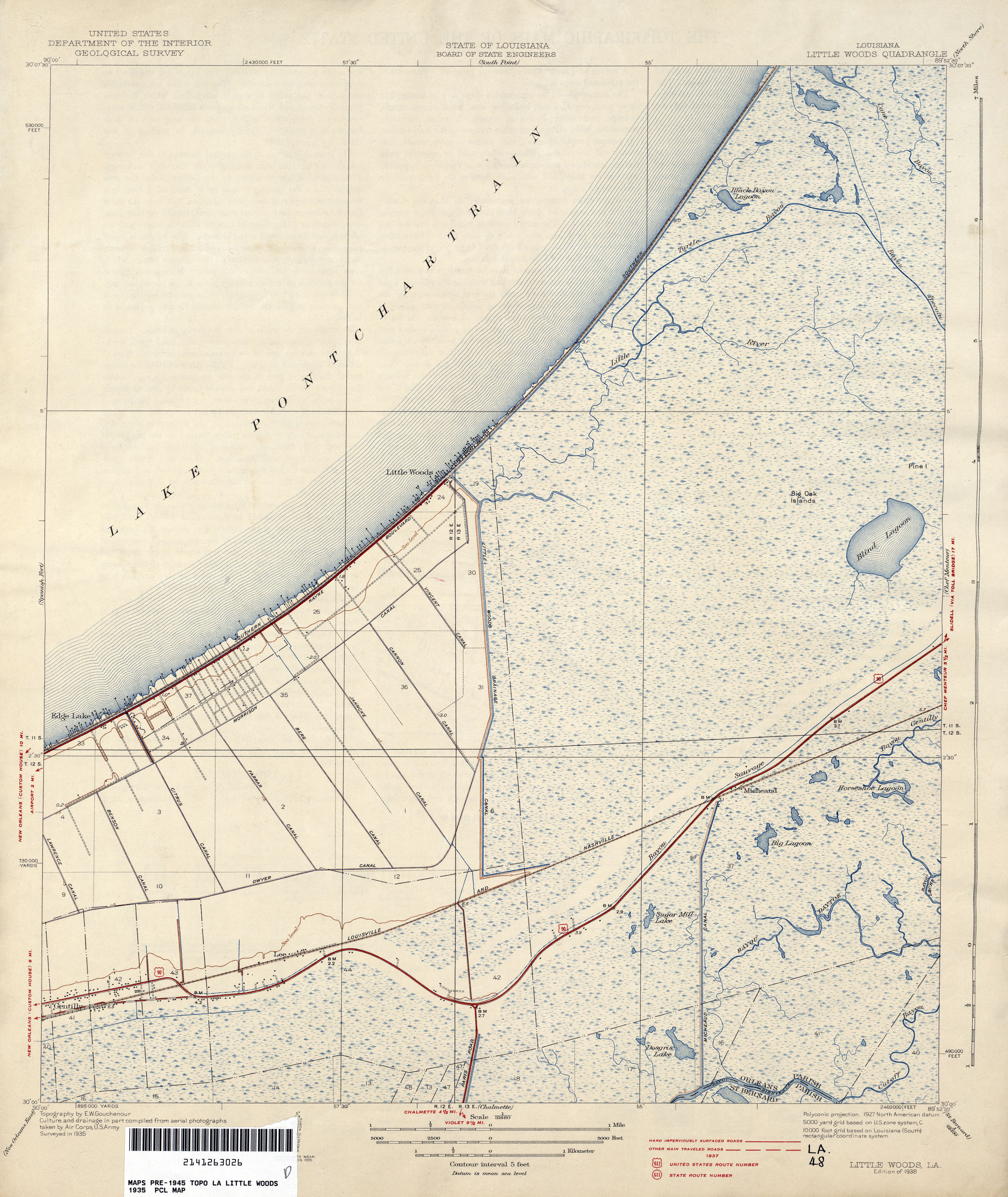
Little Woods sur une carte de La Nouvelle-Orléans, en 1935.